# Kotliny Zabałkańskie
Kotliny Zabałkańskie (bułg. Задбалкански котловини) – region geograficzny w środkowej Bułgarii. 
Kotliny Zabałkańskie to pas kotlin między łańcuchami Starej Płaniny na północy i Srednej Gory na południu. Kotliny ciągną się nieprzerwanie od okolic Sofii na zachodzie do wybrzeże Morza Czarnego na wschodzie. Kotliny Zabałkańskie dzieli się na część zachodnią, o wysokościach od 540 do 800 m n.p.m., i część wschodnią - od 100 do 400 m n.p.m. 
Zachodni skraj pasa odwadnia Iskyr, środkową część - Topołnica i Strjama, a wschodnią - Tundża. 
Na pas Kotlin Zabałkańskich składają się: 
- część zachodnia: 
  - Kotlina Burelska
  - Kotlina Sofijska
  - Kotlina Saranska
  - Kotlina Kamarska
  - Kotlina Złatiszko-Pirdopska
- część wschodnia: 
  - Kotlina Karłowska
  - Kotlina Kazanłyszka
  - Kotlina Sliwenska
  - Kotlina Karnobatska
  - Kotlina Ajtoska